# Vaccinium molle
Vaccinium molle är en ljungväxtart som beskrevs av J. J. Smith. Vaccinium molle ingår i Blåbärssläktet, och familjen ljungväxter. Utöver nominatformen finns också underarten V. m. mollissimum.